# Antoninów (powiat opoczyński)
Antoninów – wieś w Polsce położona w województwie łódzkim, w powiecie opoczyńskim, w gminie Sławno.
W latach 1975–1998 miejscowość należała administracyjnie do województwa piotrkowskiego.
Wierni Kościoła rzymskokatolickiego należą do parafii św. Wawrzyńca w Kunicach lub do parafii św. Geroncjusza i Wniebowzięcia NMP w Sławnie.